# Radio Bangkok
Radio Bangkok, o más propiamente Aquí Radio Bangkok, fue un innovador programa de la radiofonía argentina de la década de 1980, transmitida por la emisora Rock & Pop (FM 106.3 en esos años) de la Ciudad de Buenos Aires. El programa estaba conducido por Lalo Mir, Bobby Flores y Douglas Vinci (Carlos Masoch) con la operación técnica del Negro Minué y Guillo García y musicalizado por Enrique (Quique) Prosen.

## Origen y evolución
El programa fue puesto en el aire el jueves 23 de abril de 1987 a las 10 de la mañana y se mantuvo en el aire hasta el viernes 8 de septiembre de 1989, día en el cual Grinbank decidió poner fin al ciclo radial.
Lalo Mir cuenta en una entrevista en la TV pública el por qué de dicha determinación.

Bangkok terminó porque Grinbank tenia un contrato con un señor que se llamaba Herrera, que era el dueño de radio Buenos Aires, por 5 años para hacer una radio musical.
La radio musical devino en una radio de idiotas diciendo barrabasadas todo el tiempo, y no se por que nos cargábamos a Herrera que era el dueño de la radio, que era diputado.
Y Herrera iba a las sesiones del congreso y cuando quería hablar le decían: callate que vos tenes una manga de locos en esa radio.
Y entonces el tipo fue en el año cuatro del contrato, le dijo a Grinbank, mirá, yo te firmo 5 años más pero sacá a todos estos payasos, y Grinbank sacó a todos los payasos.

Radio Bangkok cambió radicalmente el formato radial seguido hasta ese momento, incorporando el humor delirante, la crítica musical dura y el diálogo no estructurado con los oyentes.
El programa decía ser transmitido desde Bangkok. Lalo Mir cuenta que la idea surgió desde un conjunto de circunstancias, como el papel que siempre jugó en la Argentina Radio Colonia, una radio uruguaya que informaba sobre temas que en la Argentina -continuamente sometida a golpes militares- no se podían decir. Mir dice también que él prestó atención a Bangkok a través de la película erótica Emmanuelle, y que le pareció "la otra Buenos Aires".